# 聖彼得堡電子科技大學
59°58′19″N 30°19′24″E / 59.97194°N 30.32333°E
聖彼得堡電子科技大學（俄语：Санкт-Петербургский государственный электротехнический университет），為一所位於俄羅斯聖彼得堡之大學。該校建立於1886年，為培養無線電、電子、資訊技術領域之專業人才，以及培養與基礎應用科學研究人才之大學。又以自動化控制系統、電子與微電子、設備技術、電子等設計技術在專業上在俄羅斯名列前茅。於2013年7月，該大學奪下為“俄羅斯頂尖大學”之一。

## 歷史校名
- 1886年 俄羅斯郵政與電報局技術學院
- 1891年 聖彼得堡皇家電子技術學院
- 1899年 聖彼得堡帝國電子技術學院
- 19..年 彼得格勒電子技術學院
- 1918年 列寧格勒電子技術學院
- 1991年 聖彼得堡國立電子技術學院
- 1992年 聖彼得堡國立電子科技大學 (至今)

## 學術單位

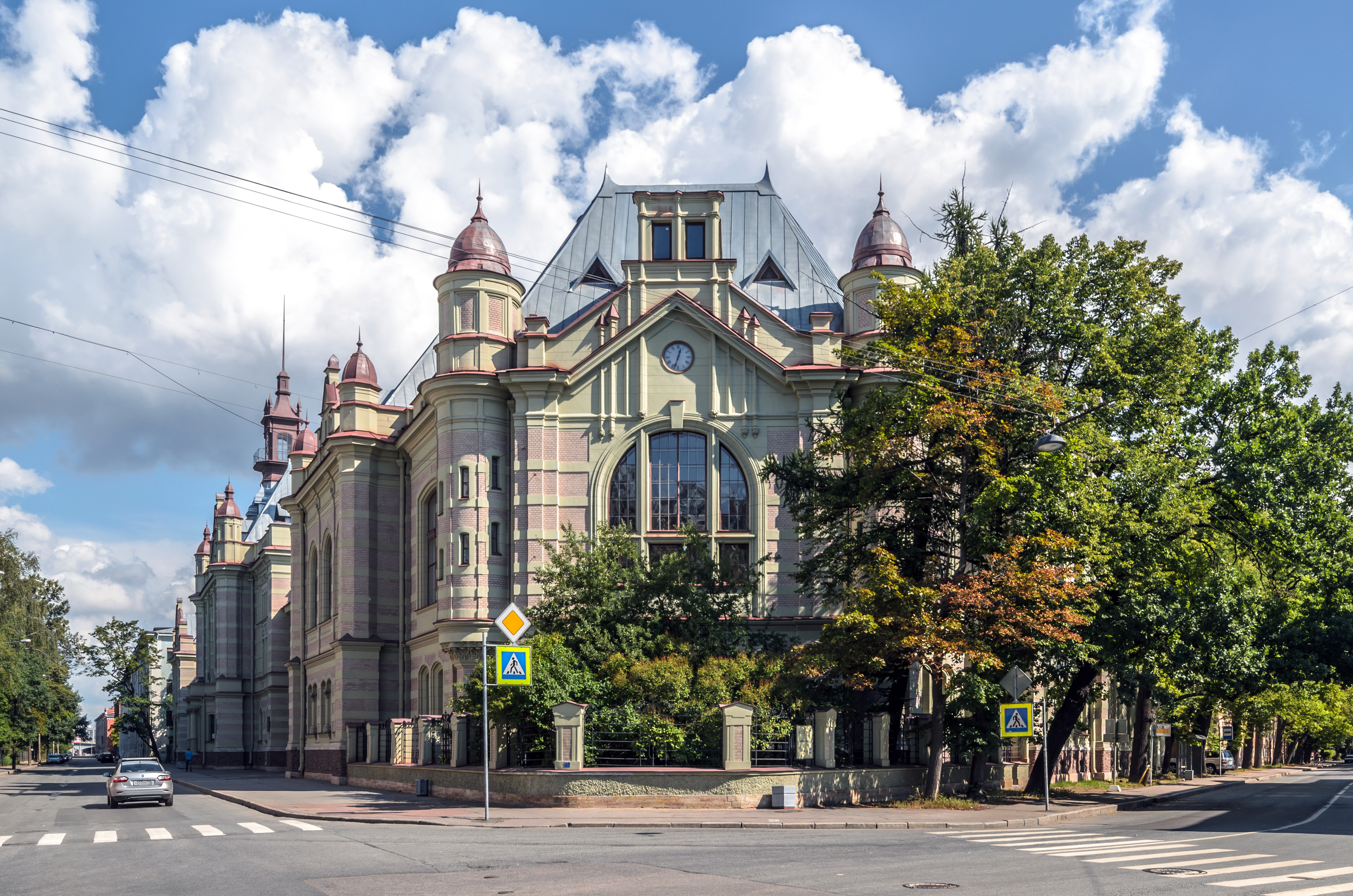
聖彼得堡國立電子科技大學主大樓

| - 無線電工程學院 - 無線電工程系統學系 - 無線電電子設備系 - 電視與影片工程系 - 無線電工程理論基礎系 - 無線電微電子與無線電設備技術系 - 特殊無線電電子設備系(科) - 無線電電子資訊系統系(科) - 無線電天文學系(科) - 學校電算機實驗室 | - 電子學院 - 無線電電子學系 - 電子設備設計與製造系 - 電子設備與系統學系 - 物理電子與技術學系 - 量子光學與電子學系 - 微電子學系 - 數學系（ 1 ） - 物理系 - 光電系(科) - 學校電算機實驗室＃ 1 - 學校電算機實驗室＃ 2 | - 計算機科學與技術學院 - 計算機輔助設計系 - 自動化與控制過程系 - 自動化資料處理與控制系統系 - 軟體工程與計算機應用系 - 資訊工程系 - 數學系 - 研究自動化系(科) - 資訊系統系(科) | - 工業自動化與電機工程學院 - 自動化控制系統學系 - 電子技術與轉換工程系 - 機械與工業自動系 - 海洋電機與自動系 - 船用控制系統學系 - 電機工程的理論基礎系 - 學校電算機實驗室＃ 1 - 學校電算機實驗室＃ 2 |

| - 資訊量測與生物技術系統學院 - 生物系統學系 - 環保工程系 - 資訊量測系統與技術系 - 雷射測量與導航系統系 - 電聲學與超聲工程系 - 職業安全系 - 動力與工程製圖系 - 運動與體育系 - 物理化學系 - 無線電電子設備設計與技術系(科) - 醫療技術系(科) | - 經濟與管理學院 - 質量管理系 - 創新管理系 - 應用經濟學系 - 經濟理論教研室 - 高校教學質量管理中心 | - 人文學院 - 公共關係學系 - 哲學系 - 社會與政治學系 - 國家歷史文化與法律系 - 外語系 - 俄語系 |  |

## 外部連結
- 聖彼得堡國立電子科技大學 （页面存档备份，存于）（俄文）
- 聖彼得堡國立電子科技大學 （页面存档备份，存于）（英文）